# リナルド・ザンペルラ
リナルド・ザンペルラ（伊: Rinaldo Zamperla、本名不明、1932年 - 2011年）はイタリアの映画俳優、スタントマン、助監督。1950年代末から2010年代末に掛けて活動した。兄はリナルドと同業者のナッツァレーノ・ザンペルラ（Nazzareno Zamperla）である。
クレジット名義は複数あり、ロナルド・ザンペルラ（Ronaldo Zamperla）、アルド・ザンペルラ（Aldo Zamperla）、レナート・ザンペルラ（Renato Zamperla）、ロナルド・パリッシュ（Ronald Parish）がある。

## 人物

### 俳優としての特徴
1950年代末から映画に出演し、ペプラム物やマカロニ・ウエスタンのアクション要員の端役をスタントマン稼業の傍ら数多く務めたが、その殆どがクレジットされていない。当時は兵士や悪の手下のガンマン役が少なくなかった。
インターネット・ムービー・データベースによると1994年で出演履歴が途絶えている。

### スタントマンとしての活動
名前がクレジットされる様になったのは『続・荒野の1ドル銀貨』（1965年）で疑斗を担当してからで、『荒野のドラゴン』（1973年）ではスタント・コーディネーター、アルジェリアで撮影されたマカロニ・ウエスタンの異色作『黄金の3兄弟』（1966年/未ソフト化）では疑斗を務め、トーマス・ハンターやジェームズ・シゲタが出演していた。他のマカロニ・ウエスタンやアクション映画でもスタント・コーディネーターや疑斗を担当した。
兄のナッツァレーノとは異なり、ドゥッチョ・テッサリ監督やミケーレ・ルーポ監督、スターのジュリアーノ・ジェンマの御用達スタントマンではなく、数多くの娯楽映画監督作品に参加した。強いて言えば1980年代にはトニーノ・リッチ監督作品への起用が目立った。また、ジョン・ミリアス監督の『コナン・ザ・グレート』（1982年）のヒットを受けての亜流であるリッチ監督の『怒りの戦士/グレート・トア』（1983年/未/ビデオ）では端役出演の傍ら殺陣を担当した。
2005年にはスウェーデンの監督であるラッセ・ハルストレムの『カサノバ』にもスタントとして抜擢された。

### 助監督としての活動
マカロニ・ウエスタン末期の頃の1970年代末に『帰って来た上海ジョー』（1975年/未ソフト化）、『アパッチの女』（1976年/未ソフト化）で助監督を務めた。

## 主な出演作品
- 『マラソンの戦い』（1959年）（クレジットなし）ジャック・ターナー監督
- 『サランボー』（1960年）セルジオ・グリエコ監督
- 『怒れ！バイキング』（1962年）ジュゼッペ・ヴァッリ監督
- 『西部の英雄バッファロー・ビル』（1964年/未ソフト化）ジョン・W・フォードスン（マリオ・コスタ）監督
- 『続・荒野の1ドル銀貨』（1965年）ドゥッチョ・テッサリ監督
- 『続・さすらいの一匹狼』（1965年）（クレジットなし）ジョージ・フィンレイ（ジョルジオ・ステガーニ）監督
- 『リンゴ・キッド』（1966年）（クレジットなし）セルジオ・コルブッチ監督
- 『暴力の日々』（1967年/未ソフト化）（クレジットなし）アル・ブラッドレイ（アルフォンソ・ブレスチア）監督
- 『テキサス荒野の流れ星』（1967年/未/TV放映）（クレジットなし）
- 『さらば、男』（1967年/未ソフト化）（クレジットなし）マリオ・カイアーノ監督
- 『殴りこみ兄弟（夕陽の七人/殴りこみ兄弟）』（1967年）フランク・グラフィールド（フランコ・ジラルディ）監督
- 『血斗のジャンゴ』（1967年）（クレジットなし）セルジオ・ソリーマ監督
- 『拳銃無宿のバラード』（1967年/未/TV放映）（疑斗）
- 『地獄へ逆戻り』（1968年/未ソフト化）（スタント・コーディネーター）
- 『野獣暁に死す』（1968年）（クレジットなし）トニーノ・チェルヴィ（アントニオ・チェルヴィ）監督
- 『ベンジェンス』（1968年/未ソフト化）（クレジットなし）アンソニー・ドースン（アントニオ・マルゲリーティ）監督
- 『虹に立つガンマン』（1968年/未/dvd）（クレジットなし）
- 『荒野の無頼漢』（1970年）（クレジットなし）アンソニー・アスコット（ジュリアーノ・カルメニーオ）監督
- 『キングと呼ばれた男』（1971年/未/dvd）（クレジットなし）ドン・レイノルズ監督
- 『新・さすらいの用心棒/ベン&チャーリー』（1972年/未/TV放映）（クレジットなし）ミケーレ・ルーポ監督
- 『殺しのギャンブル』（1972年）パスカーレ・スクイティエリ監督
- 『E.T.と警官』（1979年/未/ビデオ）（クレジットなし）ミケーレ・ルーポ監督
- 『ナイトメア・シティ（吸血魔の街）』（1979年/未/ビデオ）（クレジットなし）ウンベルト・レンツィ監督
- 『世紀末戦士アトー2/大魔王ゾブの牙城』（1982年/未/ビデオ）（クレジットなし）デーヴィッド・ヒルズ（アリスティーデ・マッサチェーシ）監督
- 『怒りの戦士/グレート・トア』（1983年/未/ビデオ）アンソニー・リッチモンド（トニーノ・リッチ）監督
- 『救世主伝説/レイジ』（1984年/未/ビデオ）アンソニー・リッチモンド（トニーノ・リッチ）監督
- 『アフガニスタン/地獄の日々』（1986年/未/ビデオ）（クレジットなし）アンソニー・リッチモンド（トニーノ・リッチ）監督
- 『死海からの脱出（ジョーズ・アタック）』（1987年）アンソニー・リッチモンド（トニーノ・リッチ）監督